# Quần đảo Amakusa

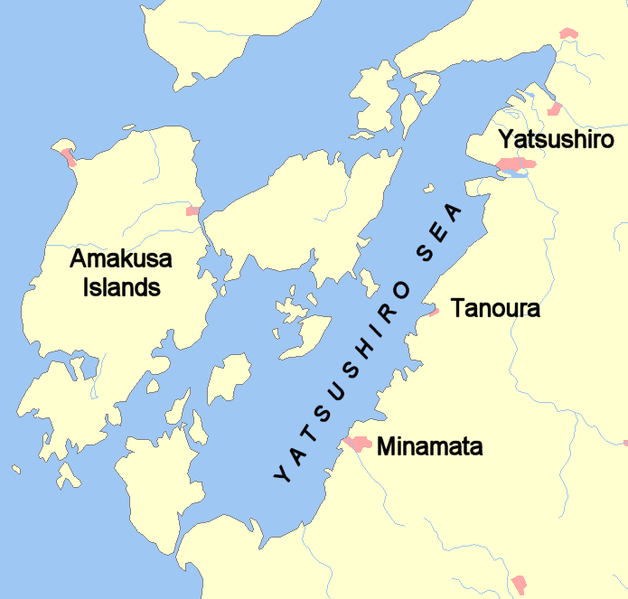
Quần đảo Amakusa ở biển Yatsushiro, Nhật Bản. Đảo lớn nhất là Shimoshima.

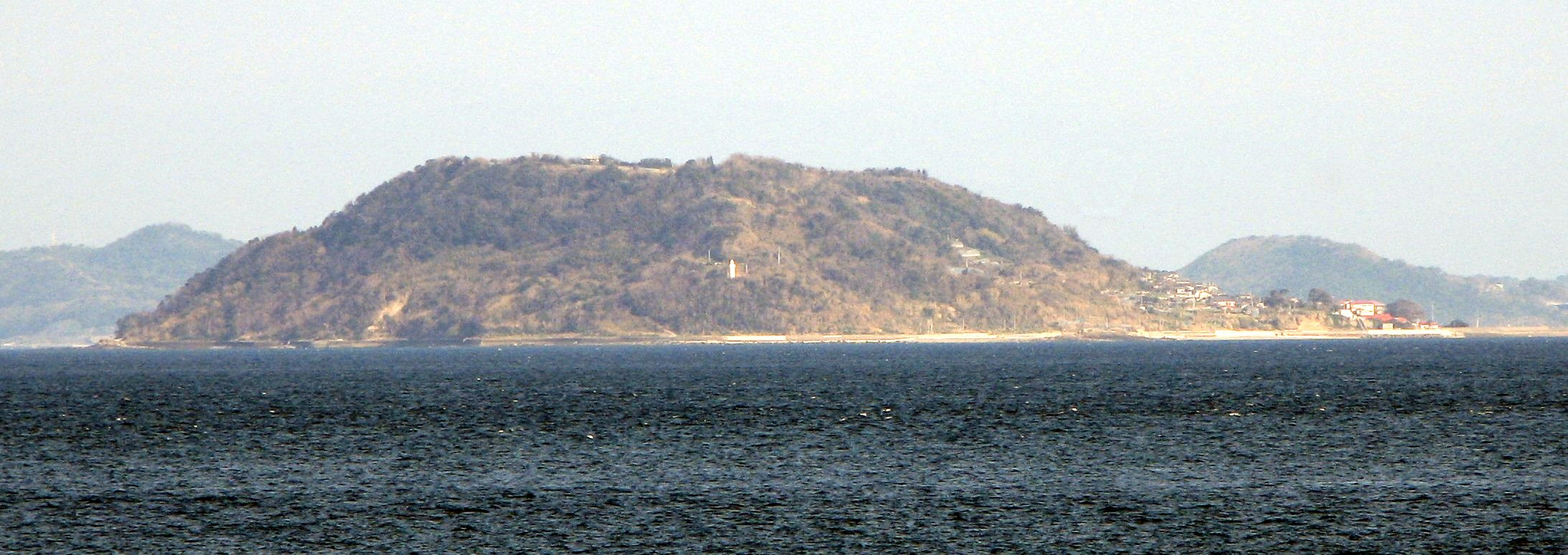
Ảnh chụp đảo quân đảo Amakusa (ở phía trước là các đảo Yushima, Kami-Amakusa).

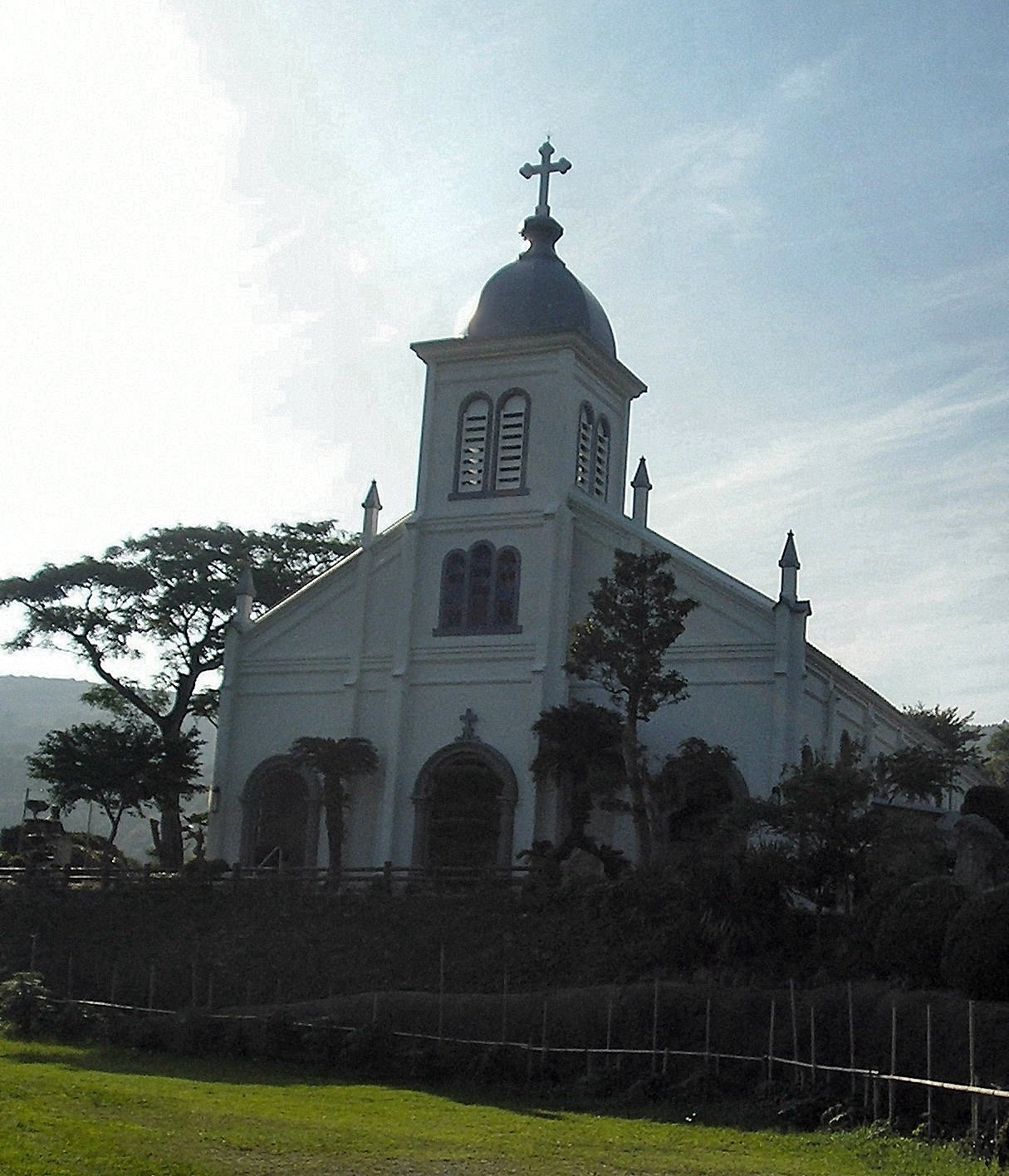
Nhà thờ Công giáo Ōe.

Quần đảo Amakusa (天草諸島, Thiên Thảo chư đảo) là một quần đảo thuộc chủ quyền của Nhật Bản, nằm ở phía Tây của đảo Kyushu, hòn đảo cực Nam trong số 4 hòn đảo lớn nhất của Nhật Bản. Diện tích tổng cộng của quần đảo là 1000 cây số vuông với dân số 140.000 người. Hòn đảo lớn nhất của quần đảo này là Shimoshima, với chiều dài là 26,5 dặm và chiều ngang lớn nhất là 13,5 dặm (42,6 km × 21,7 km). Nó tọa lạc ở 32°20' vĩ bắc và 130° kinh đông, tách rời khỏi tỉnh Kumamoto bởi biển Yatsushiro.
Khu vực này có nhiều đồi núi - mặc dù không có núi cao - trong đó 4 đỉnh núi cao nhất đạt chiều cao hơn 1.500 foot (460 m). Vì vậy, các hoạt động canh tác đều diễn ra tại các ruộng bậc thang.
Trước đây, khi Cơ đốc giáo du nhập vào Nhật Bản, Amakusa là một trong những trung tâm thịnh vượng của đạo Kitô. Hiện nay vẫn còn một số nhà thờ Công giáo tọa lạc trên quần đảo như nhà thờ Oe và nhà thờ Sakitsu. Vào năm 1637, Amakusa, cùng với bán đảo Shimabara, trở thành nơi diễn ra cuộc nổi loạn của người dân theo Cơ đốc giáo chống chính quyền Mạc phủ vào thế kỷ thứ 17. Cuộc nổi loạn bị trấn áp thẳng tay và người dân theo đạo Cơ Đốc buộc phải hoạt động trong bí mật trước thái độ quyết liệt của Mạc phủ. Hiện nay, không quá 1% dân số là người theo đạo Cơ đốc.
Amakusa có một số mỏ than và cao lanh chất lượng tốt. Số khoáng sản này trước đây được dùng trong nghề chế tạo đồ gốm tại các tỉnh Hirado và Satsuma. Những lò gốm cổ xưa vẫn còn tồn tại trên đảo, và gốm sứ vẫn là một món hàng xuất khẩu. Hidenoshin Koyama, người xây dựng nên căn nhà của Thomas Blake Glover tại Vườn Glover, xuất thân từ quần đảo này.
Hiện nay, quần đảo Amakusa được tổ chức thành các quận Amakusa, thành phố Amakusa và thành phố Kami-Amakusa, tất cả đều thuộc tỉnh Kumamoto.

## Giao thông vận tải

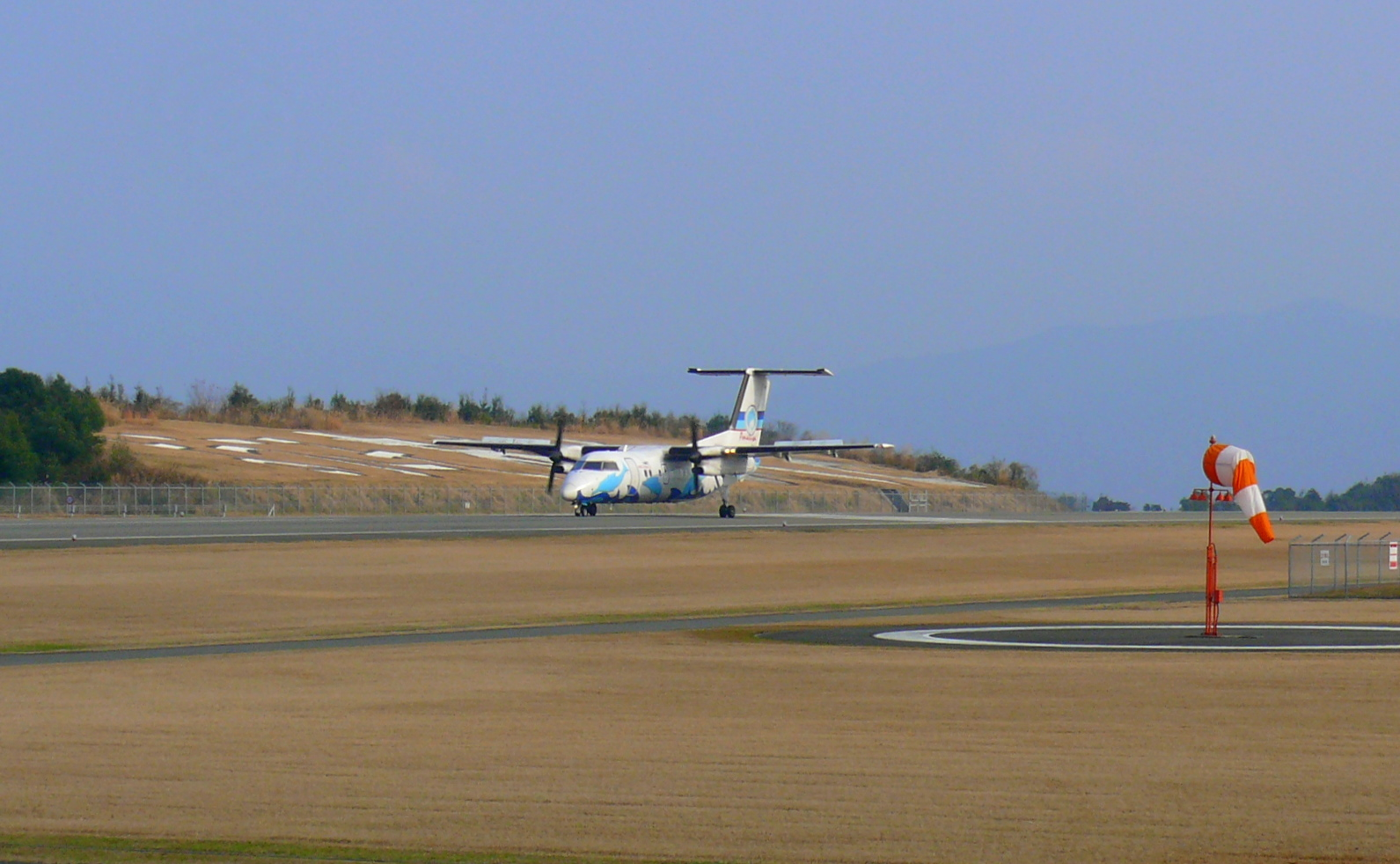
Sân bay Amakusa với một chiếc DHC-8 trên đường băng.

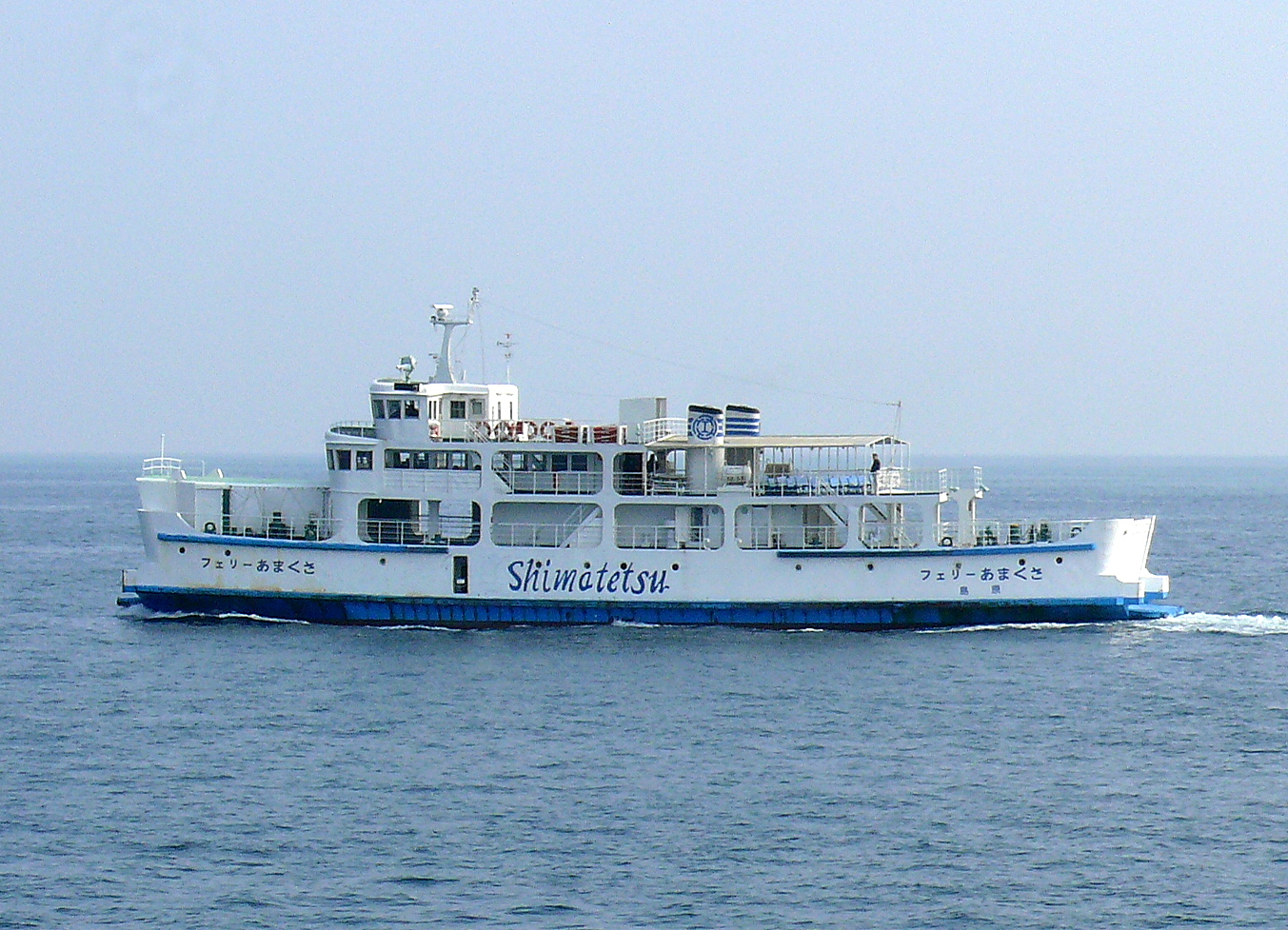
Một chiếc phà Shimatetsu có chức năng chuyên chở hành khách từ đảo này sang đảo khác trong quần đảo Amakusa.

Vận tải đường không tại Amakusa được thực thi tại sân bay cùng tên, nằm ở cực Bắc của đảo Shimoshima. Quần đảo được kết nối với phần còn lại của Nhật Bản nhờ vào năm chiếc cầu của Amakusa và các chuyến phà chạy từ Hondo và Matsushima.
Tại nơi này cũng có nhiều chuyến phà hoạt động nhằm chuyên chở người và hàng hóa giữa quần đảo tới các tình lân cận của Kagoshima và Nagasaki. Phà chạy từ Onike tại phía Bắc Shimoshima tới Kuchinotsu ở cực Nam của bán đảo Shimabara thuộc quyền quản lý của công ty đường sắt Shimabara và chạy theo từng giờ mỗi ngày.
Phà chạy từ cảng Tomioka ở Reihoku tới Mogi ở phía Bắc tại tỉnh Nagasaki được quản lý bởi Công ty trách nhiệm hữu hạn Yasuda Sangyo Kisen.
Hai chuyến phà từ Shinwa và Ushibuka ở miền Nam Shimoshima kết nối Amakusa với Nagashima ở tỉnh Kagoshima.